# Apodia
Apodia is een geslacht van vlinders van de familie tastermotten (Gelechiidae).

## Soorten
- A. bifractella

Heelblaadjespalpmot (Duponchel, 1843)
- A. martinii Petry, 1911